# Campylopus huallagensis
Campylopus huallagensis är en bladmossart som beskrevs av Brotherus 1906. Campylopus huallagensis ingår i släktet nervmossor, och familjen Dicranaceae. Inga underarter finns listade i Catalogue of Life.